# Heinz Kwiatkowski
Heinz Kwiatkowski (Gelsenkirchen, 1926. július 16. – Dortmund, 2008. május 23.) nyugatnémet válogatott világbajnok német labdarúgó, kapus.

## Pályafutása

### Klubcsapatban
1947 és 1950 között a Schalke 04, 1950 és 1952 között a Rot-Weiß Essen játékosa volt. 1952-ben igazolt a Borussia Dortmund csapatához, ahol 300 bajnoki mérkőzésen védett 1966-ig.

### A válogatottban
1954 és 1958 között négy alkalommal szerepelt a nyugatnémet válogatottban. Tagja volt az 1954-es világbajnok csapatnak. Részt vett az 1958-as svédországi világbajnokságon.

## Sikerei, díjai
NSZK
- Világbajnokság
  - világbajnok: 1954, Svájc
  - 4.: 1958, Svédország

 Borussia Dortmund
- Nyugatnémet bajnokság
  - bajnok: 1956, 1957, 1963
  - 2.: 1961